# Plantago montisdicksonii
Plantago montisdicksonii är en grobladsväxtart som beskrevs av P. van Royen. Plantago montisdicksonii ingår i släktet kämpar, och familjen grobladsväxter. Inga underarter finns listade i Catalogue of Life.